# Tyler Mane

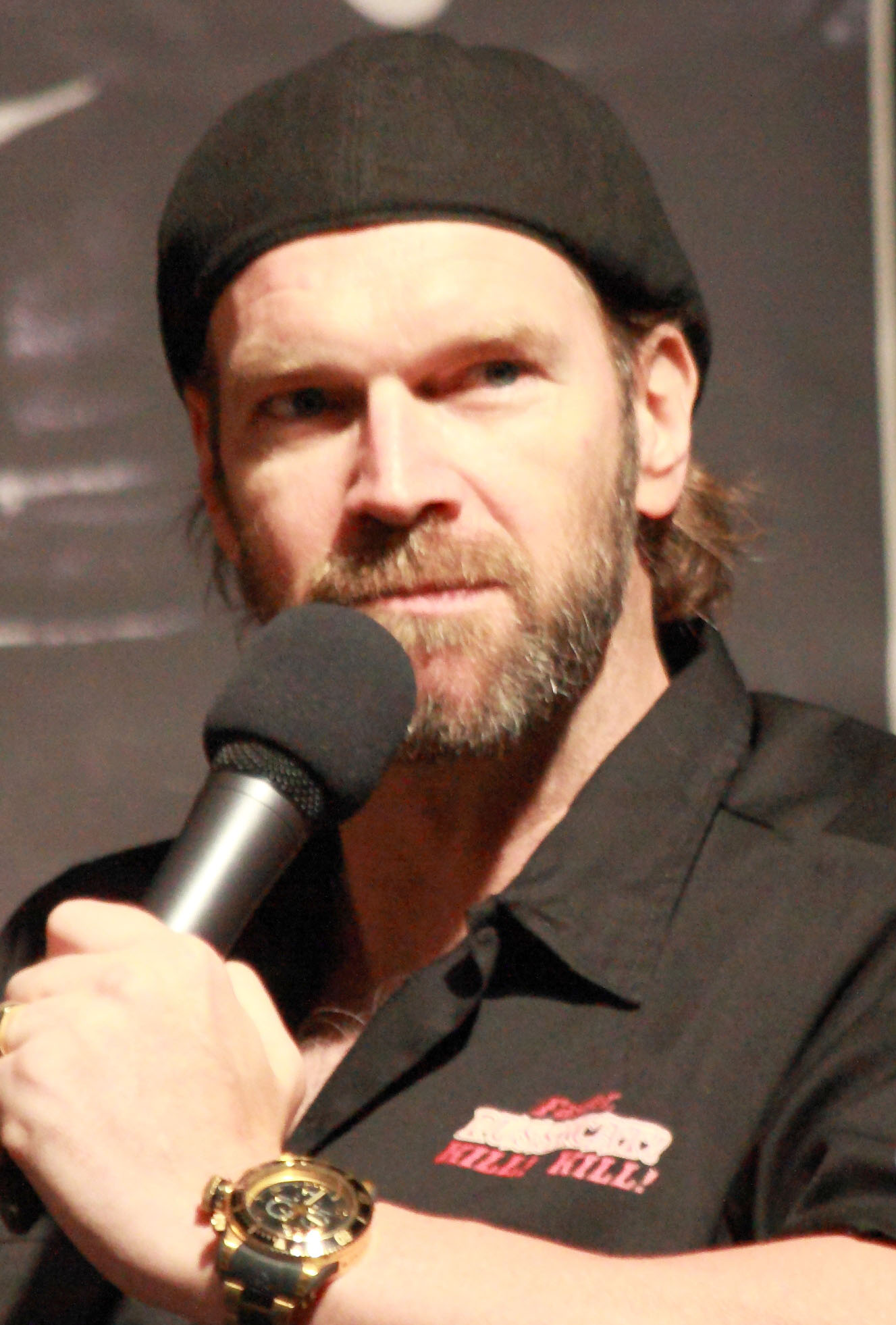
Tyler Mane (2014)

Tyler Mane (* 23. Oktober 1966 in Saskatoon, Saskatchewan; geboren als Daryl Karolat) ist ein kanadischer Schauspieler und ehemaliger Wrestler. Als Wrestler war er auch unter den Namen Big Sky und Nitron bekannt.

## Karriere

### Wrestling
Der 2,03 m große Mane begann seine Wrestling-Karriere 1989 in der WCW unter dem Namen Nitron. Er ging anschließend nach Puerto Rico und dann nach Japan. Nach seiner Rückkehr in die USA kämpfte er nach einem kurzen Zwischenspiel bei der Global Wrestling Federation 1993 wieder für die WCW, diesmal als Big Sky und Tag-Team-Partner von Kevin Nash. 1996 beendete er seine Karriere als Wrestler.

### Schauspielerei
Mane änderte seinen Namen in Tyler Mane und wechselte zur Schauspielerei. Seine erste große Kinorolle war die des Sabretooth in der Comic-Verfilmung X-Men (2000). In Wolfgang Petersens Verfilmung Troja spielte er 2004 den griechischen Helden Ajax an der Seite von Brad Pitt. 2007 übernahm er seine erste Hauptrolle als Michael Myers in Halloween, einem Remake des Horrorfilm-Klassikers Halloween – Die Nacht des Grauens von 1978, sowie auch in dessen Fortsetzung Halloween II (2009). Daneben stand er in kleinen Rollen und als Stuntman in Halloween: H20, Buffy – Im Bann der Dämonen und X-Men: Der letzte Widerstand vor der Kamera.
Er spielte außerdem Gastrollen in den Serien Party of Five (1999) und Monk (2006). Mane schrieb 2011 das Drehbuch für den Independent-Slasher-Film Compound Fracture, in welchem er auch eine der Hauptrollen spielte; neben ihm spielen auch Derek Mears und Muse Watson in dem Film von A. J. Rickert Epstein mit. Er übernahm zudem 2011 die Rolle des Jeremiah Carver in der Horror-Webserie Chopper.

## Filmografie (Auswahl)
- 2000: X-Men
- 2001: Joe Dreck (Joe Dirt)
- 2001: Evilution – Die Bestie aus dem Cyberspace (How to Make a Monster, Fernsehfilm)
- 2002: The Scorpion King
- 2002: Black Mask 2: City of Masks
- 2004: Troja
- 2005: The Devil’s Rejects
- 2005: Herkules (Hercules, Miniserie)
- 2006: Monk (Fernsehserie, Folge 4x06)
- 2007: Halloween
- 2009: Halloween II
- 2011: Hot 247°F – Todesfalle Sauna (247°F)
- 2018: Hatchet – Victor Crowley (Victor Crowley)
- 2019: Chaos auf der Feuerwache (Playing with Fire)
- 2022–2023: Doom Patrol (Fernsehserie, 4 Folgen)
- 2024: Deadpool & Wolverine

## Privates
Er ist zum dritten Mal verheiratet und hat zwei Kinder aus seiner ersten Ehe.